# Список птахів Малайзії
Це перелік видів птахів, зафіксованих на території Малайзії. Авіфауна Малайзії налічує загалом 846 видів, з яких 17 є ендемічними, 19 були інтродуковані людьми. 63 види перебувають під загрозою глобального вимирання.

## Позначки
Наступні теги використані для виділення деяких категорій птахів.
- (А) Випадковий — вид, який рідко або випадково трапляється в Малайзії
- (Е) Ендемічий — вид, який є ендеміком Малайзії
- (Ex) Локально вимерлий — вид, який більше не трапляється в Малайзії, хоча його популяції існують в інших місцях
- (I) Інтродукований — вид, завезений до Малайзії як наслідок, прямих чи непрямих людських дій

## Гусеподібні(Anseriformes)
Родина: Качкові (Anatidae)
- Свистач філіппінський, Dendrocygna arcuata
- Свистач індійський, Dendrocygna javanica
- Качка шишкодзьоба, Sarkidiornis melanotos
- Чирянка-крихітка індійська, Nettapus coromandelianus
- Чирянка велика, Spatula querquedula
- Широконіска північна, Spatula clypeata (A)
- Свищ євразійський, Mareca penelope (A)
- Крижень китайський, Anas zonorhyncha (A)
- Крижень звичайний, Anas platyrhynchos (A)
- Шилохвіст північний, Anas acuta (A)
- Чирянка мала, Anas crecca (A)
- Чирянка сіра, Anas gibberifrons (A)
- Cairina scutulata (Ex)
- Чернь чубата, Aythya fuligula

## Куроподібні(Galliformes)
Родина: Великоногові (Megapodiidae)
- Великоніг філіппінський, Megapodius cumingii

Родина: Фазанові (Phasianidae)
- Куропатиця, Caloperdix oculea
- Куріпка червоночуба, Rollulus rouloul
- Куріпка чорна, Melanoperdix niger
- Куріпка сіровола Arborophila campbelli (E)
- Куріпка борнейська, Arborophila hyperythra
- Куріпка малазійська, Tropicoperdix charltonii
- Куріпка довгодзьоба, Rhizothera longirostris
- Куріпка саравацька, Rhizothera dulitensis (E)
- Аргус малайський, Rheinardia nigrescens (E)
- Аргус великий, Argusianus argus
- Павич синьокрилий, Pavo muticus (Ex)
- Куріпка червоноголова, Haematortyx sanguiniceps
- Віялохвіст малазійський, Polyplectron malacense
- Віялохвіст білогорлий, Polyplectron schleiermacheri
- Віялохвіст гірський, Polyplectron inopinatum (E)
- Перепілка китайська, Synoicus chinensis
- Курка банківська, Gallus gallus
- Лофур білохвостий, Lophura bulweri
- Лофур жовтохвостий, Lophura erythrophthalma
- Лофур чубатий, Lophura ignita

## Пірникозоподібні(Podicipediformes)
Родина: Пірникозові (Podicipedidae)
- Пірникоза мала, Tachybaptus ruficollis

## Голубоподібні(Columbiformes)
Родина: Голубові (Columbidae)
- Голуб сизий, Columba livia (I)
- Columba argentina (E)
- Columba vitiensis
- Streptopelia dusumieri (A)
- Streptopelia tranquebarica
- Горлиця китайська, Spilopelia chinensis
- Горлиця смугастохвоста, Macropygia unchall
- Горлиця філіпінська, Macropygia tenuirostris
- Горлиця яванська, Macropygia ruficeps
- Chalcophaps indica
- Geopelia striata
- Голуб гривастий, Caloenas nicobarica
- Вінаго синьошиїй, Treron olax
- Вінаго оливковокрилий, Treron vernans
- Вінаго коричневий, Treron fulvicollis
- Вінаго зеленолобий, Treron bicinctus
- Вінаго індокитайський, Treron curvirostra
- Вінаго великий, Treron capellei
- Вінаго білочеревий, Treron seimundi
- Вінаго клинохвостий, Treron sphenurus
- Тілопо малазійський, Ptilinopus jambu
- Тілопо жовтогорлий, Ptilinopus melanospilus
- Пінон малазійський, Ducula aenea
- Пінон сулуйський, Ducula pickeringii
- Пінон гірський, Ducula badia
- Пінон двобарвний, Ducula bicolor

## Зозулеподібні(Cuculiformes)
Родина: Зозулеві (Cuculidae)
- Зозуля-довгоніг борнейська, Carpococcyx radiceus
- Коукал короткопалий, Centropus rectunguis
- Коукал рудокрилий, Centropus sinensis
- Коукал малий, Centropus bengalensis
- Малкога малазійська, Rhinortha chlorophaea
- Малкога вогнистовола, Zanclostomus javanicus
- Малкога яванська, Phaenicophaeus curvirostris
- Малкога суматранська, Phaenicophaeus sumatranus
- Малкога таїландська, Phaenicophaeus diardi
- Кокиль, Phaenicophaeus tristis
- Зозуля каштановокрила, Clamator coromandus
- Зозуля строката, Clamator jacobinus (A)
- Eudynamys scolopaceus
- Дідрик смарагдовий, Chrysococcyx maculatus
- Дідрик фіолетовий, Chrysococcyx xanthorhynchus
- Дідрик рудохвостий, Chrysococcyx basalis (A)
- Дідрик зеленоголовий, Chrysococcyx minutillus
- Кукавка смугаста, Cacomantis sonneratii
- Кукавка сіровола, Cacomantis merulinus
- Кукавка рудовола, Cacomantis sepulcralis
- Зозуля-дронго азійська, Surniculus lugubris
- Зозуля вусата, Hierococcyx vagans
- Зозуля велика, Hierococcyx sparverioides
- Зозуля острівна, Hierococcyx bocki
- Зозуля рудовола, Hierococcyx hyperythrus
- Зозуля індокитайська, Hierococcyx nisicolor
- Зозуля ширококрила, Hierococcyx fugax
- Зозуля короткокрила, Cuculus micropterus
- Зозуля глуха, Cuculus saturatus
- Зозуля зондська, Cuculus lepidus
- Зозуля сибірська, Cuculus optatus

## Дрімлюгоподібні(Caprimulgiformes)
Родина: Білоногові (Podargidae)
- Корнудо вухатий, Batrachostomus auritus
- Корнудо дулітський, Batrachostomus harterti (E)
- Корнудо малазійський, Batrachostomus stellatus
- Batrachostomus mixtus
- Корнудо індокитайський, Batrachostomus affinis
- Корнудо палаванський, Batrachostomus chaseni
- Корнудо сундайський, Batrachostomus cornutus

Родина: Дрімлюгові (Caprimulgidae)
- Ночнар малазійський, Lyncornis temminckii
- Ночнар південний, Lyncornis macrotis
- Дрімлюга маньчжурський, Caprimulgus jotaka
- Дрімлюга великохвостий, Caprimulgus macrurus
- Дрімлюга савановий, Caprimulgus affinis
- Дрімлюга суматранський, Caprimulgus concretus

## Серпокрильцеподібні(Apodiformes)
Родина: Серпокрильцеві (Apodidae)
- Голкохвіст сивогузий, Rhaphidura leucopygialis
- Колючохвіст білогорлий, Hirundapus caudacutus
- Колючохвіст бурогорлий, Hirundapus cochinchinensis
- Колючохвіст великий, Hirundapus giganteus
- Салангана велика, Hydrochous gigas
- Салангана борнейська, Collocalia dodgei (E)
- Салангана зеленкувата, Collocalia linchi
- Салангана оперенопала, Collocalia affinis
- Салангана гімалайська, Aerodramus brevirostris
- Салангана сіра, Aerodramus amelis
- Салангана яванська, Aerodramus salangana
- Салангана малазійська, Aerodramus maximus
- Салангана сундайська, Aerodramus fuciphagus
- Салангана калімантанська, Aerodramus germani
- Серпокрилець сибірський, Apus pacificus
- Серпокрилець таїландський, Apus cooki
- Серпокрилець непальський, Apus nipalensis
- Серпокрилець південноазійський, Cypsiurus balasiensis

Родина: Клехові (Hemiprocnidae)
- Клехо зеленокрилий, Hemiprocne longipennis
- Клехо малий, Hemiprocne comata

## Журавлеподібні(Gruiformes)
Родина: Пастушкові (Rallidae)
- Пастушок східний, Rallus indicus (A)
- Пастушок рудоголовий, Lewinia striata
- Пастушок смугастий, Gallirallus philippensis (A)
- Пастушок біловусий, Gallirallus torquatus (A)
- Курочка водяна, Gallinula chloropus
- Лиска звичайна, Fulica atra (A)
- Султанка зондська, Porphyrio indicus
- Султанка сіроголова, Porphyrio poliocephalus
- Курочка рогата, Gallicrex cinerea
- Багновик білогрудий, Amaurornis phoenicurus
- Погонич білобровий, Poliolimnas cinereus
- Погонич червононогий, Rallina fasciata
- Погонич сіроногий, Rallina eurizonoides
- Погонич індійський, Zapornia fusca
- Погонич далекосхідний, Zapornia paykullii
- Погонич-крихітка, Zapornia pusilla

Родина: Лапчастоногові (Heliornithidae)
- Лапчастоніг азійський, Heliopais personata

Родина: Журавлеві (Gruidae)
- Журавель індійський, Antigone antigone (Ex)

## Сивкоподібні(Charadriiformes)
Родина: Лежневі (Burhinidae)
- Лежень рифовий, Esacus magnirostris

Родина: Чоботарові (Recurvirostridae)
- Кулик-довгоніг чорнокрилий, Himantopus himantopus
- Кулик-довгоніг строкатий, Himantopus leucocephalus
- Чоботар синьоногий, Recurvirostra avosetta (A)

Родина: Куликосорокові (Haematopodidae)
- Кулик-сорока євразійський, Haematopus ostralegus (A)

Родина: Сивкові (Charadriidae)
- Сивка морська, Pluvialis squatarola
- Сивка бурокрила, Pluvialis fulva
- Чайка чубата, Vanellus vanellus (A)
- Чайка малабарська, Vanellus malabaricus (A)
- Чайка сіра, Vanellus cinereus
- Чайка індійська, Vanellus indicus
- Пісочник монгольський, Charadrius mongolus
- Пісочник товстодзьобий, Charadrius leschenaultii
- Пісочник малазійський, Charadrius peronii
- Пісочник морський, Charadrius alexandrinus
- Charadrius dealbatus
- Пісочник великий, Charadrius hiaticula (A)
- Пісочник усурійський, Charadrius placidus (A)
- Пісочник малий, Charadrius dubius
- Пісочник довгоногий, Charadrius veredus

Родина: Мальованцеві (Rostratulidae)
- Мальованець афро-азійський, Rostratula benghalensis

Родина: Яканові (Jacanidae)
- Якана довгохвоста, Hydrophasianus chirurgus
- Якана білоброва, Metopidius indicus (A)

Родина: Баранцеві (Scolopacidae)
- Кульон середній, Numenius phaeopus
- Кульон-крихітка, Numenius minutus (A)
- Кульон східний, Numenius madagascariensis
- Кульон великий, Numenius arquata
- Грицик малий, Limosa lapponica
- Грицик великий, Limosa limosa
- Крем'яшник звичайний, Arenaria interpres
- Побережник великий, Calidris tenuirostris
- Побережник ісландський, Calidris canutus
- Брижач, Calidris pugnax
- Побережник болотяний, Calidris falcinellus
- Побережник гострохвостий, Calidris acuminata
- Побережник червоногрудий, Calidris ferruginea
- Побережник білохвостий, Calidris temminckii
- Побережник довгопалий, Calidris subminuta
- Лопатень, Calidris pygmea (A)
- Побережник рудоголовий, Calidris ruficollis
- Побережник білий, Calidris alba
- Побережник чорногрудий, Calidris alpina (A)
- Побережник малий, Calidris minuta
- Побережник арктичний, Calidris melanotos (A)
- Неголь азійський, Limnodromus semipalmatus
- Неголь довгодзьобий, Limnodromus scolopaceus (A)
- Слуква лісова, Scolopax rusticola (A)
- Баранець японський, Gallinago hardwickii (A)
- Баранець звичайний, Gallinago gallinago
- Баранець азійський, Gallinago stenura
- Баранець лісовий, Gallinago megala
- Мородунка, Xenus cinereus
- Плавунець круглодзьобий, Phalaropus lobatus
- Плавунець плоскодзьобий, Phalaropus fulicarius (A)
- Набережник палеарктичний, Actitis hypoleucos
- Коловодник лісовий, Tringa ochropus
- Коловодник попелястий, Tringa brevipes
- Коловодник чорний, Tringa erythropus (A)
- Коловодник великий, Tringa nebularia
- Коловодник охотський, Tringa guttifer
- Коловодник ставковий, Tringa stagnatilis
- Коловодник болотяний, Tringa glareola
- Коловодник звичайний, Tringa totanus

Родина: Триперсткові (Turnicidae)
- Триперстка африканська, Turnix sylvaticus
- Триперстка жовтонога, Turnix tanki (A)
- Триперстка смугаста, Turnix suscitator

Родина: Крабоїдові (Dromadidae)
- Крабоїд, Dromas ardeola (A)

Родина: Дерихвостові (Glareolidae)
- Дерихвіст австралійський, Stiltia isabella (A)
- Дерихвіст забайкальський, Glareola maldivarum
- Дерихвіст малий, Glareola lactea (A)

Родина: Поморникові (Stercorariidae)
- Поморник середній, Stercorarius pomarinus
- Поморник короткохвостий, Stercorarius parasiticus
- Поморник довгохвостий, Stercorarius longicaudus

Родина: Мартинові (Laridae)
- Мартин тонкодзьобий, Chroicocephalus genei (A)
- Мартин звичайний, Chroicocephalus ridibundus
- Мартин буроголовий, Chroicocephalus brunnicephalus
- Мартин малий, Hydrocoloeus minutus (A)
- Leucophaeus atricilla (A)
- Мартин чорнохвостий, Larus crassirostris
- Мартин чорнокрилий, Larus fuscus (A)
- Крячок бурий, Anous stolidus
- Крячок атоловий, Anous minutus
- Крячок строкатий, Onychoprion fuscatus
- Крячок бурокрилий, Onychoprion anaethetus
- Крячок камчатський, Onychoprion aleuticus
- Крячок малий, Sternula albifrons
- Крячок чорнодзьобий, Gelochelidon nilotica
- Крячок каспійський, Hydroprogne caspia
- Крячок білокрилий, Chlidonias leucopterus
- Крячок білощокий, Chlidonias hybrida
- Крячок рожевий, Sterna dougallii
- Крячок індонезійський, Sterna sumatrana
- Крячок річковий, Sterna hirundo
- Крячок жовтодзьобий, Thalasseus bergii
- Крячок бенгальський, Thalasseus bengalensis
- Крячок китайський, Thalasseus bernsteini (A)

## Фаетоноподібні(Phaethontiformes)
Родина: Фаетонові (Phaethontidae)
- Фаетон білохвостий, Phaethon lepturus (A)

## Буревісникоподібні(Procellariiformes)
Родина: Океанникові (Oceanitidae)
- Океанник Вільсона, Oceanites oceanicus

Родина: Качуркові (Hydrobatidae)
- Качурка вилохвоста, Hydrobates monorhis

Родина: Буревісникові (Procellariidae)
- Бульверія тонкодзьоба, Bulweria bulwerii
- Буревісник тихоокеанський, Calonectris leucomelas
- Буревісник клинохвостий, Ardenna pacifica
- Буревісник тонкодзьобий, Ardenna tenuirostris

## Лелекоподібні(Ciconiiformes)
Родина: Лелекові (Ciconiidae)
- Лелека-молюскоїд індійський, Anastomus oscitans (A)
- Лелека білошиїй, Ciconia episcopus (A)
- Лелека малазійський, Ciconia stormi
- Марабу яванський, Leptoptilos javanicus
- Лелека-тантал білий, Mycteria cinerea
- Лелека-тантал індійський, Mycteria leucocephala (A)

## Сулоподібні(Suliformes)
Родина: Фрегатові (Fregatidae)
- Фрегат-арієль, Fregata ariel
- Фрегат малазійський, Fregata andrewsi
- Фрегат тихоокеанський, Fregata minor

Родина: Сулові (Sulidae)
- Сула жовтодзьоба, Sula dactylatra (A)
- Сула білочерева, Sula leucogaster
- Сула червононога, Sula sula (A)

Родина: Змієшийкові (Anhingidae)
- Змієшийка чорночерева, Anhinga melanogaster (A)

Родина: Бакланові (Phalacrocoracidae)
- Баклан яванський, Microcarbo niger
- Баклан великий, Phalacrocorax carbo (A)

## Пеліканоподібні(Pelecaniformes)
Родина: Пеліканові (Pelecanidae)
- Пелікан рожевий, Pelecanus onocrotalus (A)
- Пелікан сірий, Pelecanus philippensis (A)

Родина: Чаплеві (Ardeidae)
- Бугай водяний, Botaurus stellaris (A)
- Бугайчик китайський, Ixobrychus sinensis
- Бугайчик амурський, Ixobrychus eurhythmus
- Бугайчик рудий, Ixobrychus cinnamomeus
- Бугайчик чорний, Ixobrychus flavicollis
- Чапля сіра, Ardea cinerea
- Чапля суматранська, Ardea sumatrana
- Чапля руда, Ardea purpurea
- Чепура велика, Ardea alba
- Чепура середня, Ardea intermedia
- Чепура жовтодзьоба, Egretta eulophotes
- Чепура мала, Egretta garzetta
- Чепура тихоокеанська, Egretta sacra
- Чапля єгипетська, Bubulcus ibis
- Чапля індійська, Ardeola grayii
- Чапля китайська, Ardeola bacchus
- Чапля яванська, Ardeola speciosa
- Чапля мангрова, Butorides striata
- Квак звичайний, Nycticorax nycticorax
- Квак каледонський, Nycticorax caledonicus
- Квак японський, Gorsachius goisagi (A)
- Квак малайський, Gorsachius melanolophus

Родина: Ібісові (Threskiornithidae)
- Коровайка бура, Plegadis falcinellus (A)
- Ібіс сивоперий, Threskiornis melanocephalus (A)
- Ібіс білоплечий, Pseudibis davisoni (Ex?)

## Яструбоподібні(Accipitriformes)
Родина: Скопові (Pandionidae)
- Скопа, Pandion haliaetus

Родина: Яструбові (Accipitridae)
- Шуліка чорноплечий, Elanus caeruleus
- Осоїд чубатий, Pernis ptilorhynchus
- Шуляк азійський, Aviceda jerdoni
- Шуляк чорний, Aviceda leuphotes
- Sarcogyps calvus (Ex)
- Гриф чорний, Aegypius monachus (A)
- Сип бенгальський, Gyps bengalensis (Ex)
- Gyps tenuirostris (Ex)
- Кумай, Gyps himalayensis (A)
- Spilornis kinabaluensis
- Змієїд чубатий, Spilornis cheela
- Змієїд блакитноногий, Circaetus gallicus (A)
- Шуліка-широкорот, Macheiramphus alcinus
- Nisaetus cirrhatus
- Орел-чубань гірський, Nisaetus nipalensis
- Nisaetus alboniger
- Nisaetus nanus
- Орел-карлик індійський, Lophotriorchis kienerii
- Орел чорний, Ictinaetus malaiensis
- Підорлик великий, Clanga clanga
- Орел-карлик, Hieraaetus pennatus
- Орел степовий, Aquila nipalensis
- Могильник східний, Aquila heliaca
- Канюк яструбиний, Butastur indicus
- Лунь очеретяний, Circus aeruginosus (A)
- Circus spilonotus
- Лунь польовий, Circus cyaneus (A)
- Circus melanoleucos
- Яструб чубатий, Accipiter trivirgatus
- Яструб туркестанський, Accipiter badius
- Яструб китайський, Accipiter soloensis
- Яструб японський, Accipiter gularis
- Яструб яванський, Accipiter virgatus
- Яструб малий, Accipiter nisus (A)
- Шуліка чорний, Milvus migrans
- Шуліка королівський, Haliastur indus
- Орлан білочеревий, Haliaeetus leucogaster
- Орлан-рибалка малий, Icthyophaga humilis
- Орлан-рибалка великий, Icthyophaga ichthyaetus
- Канюк звичайний, Buteo buteo
- Buteo refectus
- Buteo japonicus
- Канюк степовий, Buteo rufinus (A)

## Совоподібні(Strigiformes)
Родина: Сипухові (Tytonidae)
- Сипуха східна, Tyto longimembris
- Сипуха крапчаста, Tyto alba
- Лехуза вухата, Phodilus badius

Родина: Совові (Strigidae)
- Сплюшка білолоба, Otus sagittatus
- Сплюшка суматранська, Otus rufescens
- Сплюшка гірська, Otus spilocephalus
- Сплюшка малазійська, Otus brookii
- Сплюшка бангладеська, Otus lettia
- Сплюшка калімантанська, Otus lempiji
- Сплюшка мантананійська, Otus mantananensis
- Сплюшка східноазійська, Otus sunia
- Пугач суматранський, Bubo sumatranus
- Пугач брунатний, Bubo coromandus
- Пугач-рибоїд бурий, Ketupa zeylonensis
- Пугач-рибоїд малазійський, Ketupa ketupu
- Сичик-горобець малий, Taenioptynx brodiei
- Сова таїландська, (Strix seloputo)
- Сова бура, Strix leptogrammica
- Сова болотяна, Asio flammeus (A)
- Сова-голконіг далекосхідна, Ninox scutulata
- Сова-голконіг японська, Ninox japonica

## Трогоноподібні(Trogoniformes)
Родина: Трогонові (Trogonidae)
- Казунба, Harpactes kasumba
- Трогон борнейський, Harpactes diardii
- Трогон сіроволий, Harpactes whiteheadi
- Трогон чорноголовий, Harpactes orrhophaeus
- Трогон червоногузий, Harpactes duvaucelii
- Трогон червоноголовий, Harpactes erythrocephalus
- Трогон оливковоголовий, Harpactes oreskios

## Bucerotiformes
Родина: Одудові (Upupidae)
- Одуд, Upupa epops

Родина: Птахи-носороги (Bucerotidae)
- Калао білочубий, Berenicornis comatus
- Калао довгохвостий, Rhinoplax vigil
- Гомрай великий, Buceros rhinoceros
- Гомрай дворогий, Buceros bicornis
- Калао короткочубий, Anorrhinus galeritus
- Птах-носоріг чорний, Anthracoceros malayanus
- Птах-носоріг малабарський, Anthracoceros albirostris
- Калао смугастодзьобий, Rhyticeros undulatus
- Калао таїландський, Rhyticeros subruficollis
- Калао білогорлий, Rhabdotorrhinus corrugatus

## Сиворакшоподібні(Coraciiformes)
Родина: Рибалочкові (Alcedinidae)
- Рибалочка блакитний, Alcedo atthis
- Рибалочка темно-синій, Alcedo meninting
- Рибалочка малазійський (Alcedo peninsulae)
- Рибалочка-крихітка трипалий, Ceyx erithaca
- Ceyx rufidorsa
- Альціон смугастий, Lacedo pulchella
- Гуріал бурокрилий, Pelargopsis amauropterus
- Гуріал смарагдовокрилий, Pelargopsis capensis
- Альціон вогнистий, Halcyon coromanda
- Альціон білогрудий, Halcyon smyrnensis
- Альціон чорноголовий, Halcyon pileata
- Альціон священний, Todiramphus sanctus (A)
- Альціон білошиїй, Todiamphus chloris
- Альціон малазійський, Actenoides concretus
- Рибалочка строкатий, Ceryle rudis (A)

Родина: Бджолоїдкові (Meropidae)
- Бджолоїдка рожевоголова, Nyctyornis amictus
- Бджолоїдка синьогорла, Merops viridis
- Бджолоїдка синьохвоста, Merops philippinus
- Бджолоїдка райдужна, Merops ornatus (A)
- Бджолоїдка індійська, Merops leschenaulti

Родина: Сиворакшові (Coraciidae)
- Сиворакша індокитайська, Coracias affinis
- Широкорот східний, Eurystomus orientalis

## Дятлоподібні(Piciformes)
Родина: Бородастикові (Megalaimidae)
- Caloramphus hayii
- Барбу, Caloramphus fuliginosus
- Бородастик червоноголовий, Psilopogon haemacephalus
- Бородастик малазійський, Psilopogon duvaucelii
- Бородастик чорногорлий, Psilopogon eximus
- Бородастик червоночубий, Psilopogon pyrolophus
- Бородастик вогнистоголовий, Psilopogon rafflesii
- Бородастик червоногорлий, Psilopogon mystacophanos
- Бородастик борнейський, Psilopogon pulcherrimus
- Бородастик золотолобий, Psilopogon henricii
- Бородастик смугастий, Psilopogon lineatus
- Бородастик золотогорлий, Psilopogon franklinii
- Бородастик гірський, Psilopogon monticola
- Бородастик жовтовусий, Psilopogon chrysopogon
- Бородастик чорнобровий, Psilopogon oorti

Родина: Воскоїдові (Indicatoridae)
- Воскоїд малазійський, Indicator archipelagicus

Родина: Дятлові (Picidae)
- Крутиголовка звичайна, Jynx torquilla (A)
- Добаш індійський, Picumnus innominatus
- Добаш малазійський, Sasia abnormis
- Дятел-куцохвіст червоночубий, Hemicircus concretus
- Дятел малазійський, Yungipicus moluccensis
- Дятел сіролобий, Yungipicus canicapillus
- Древняк малий, Blythipicus rubiginosus
- Древняк смугастий, Blythipicus pyrrhotis
- Дятел вогнистий, Reinwardtipicus validus
- Дзьобак індокитайський, Chrysocolaptes guttacristatus
- Ятла руда, Micropternus brachyurus
- Дятел-коротун бурий, Meiglyptes tukki
- Дятел-коротун смугастокрилий, Meiglyptes tristis
- Дзекіль червоноголовий, Gecinulus viridis
- Дзьобак оливковий, Gecinulus rafflesii
- Дзьобак золотоспинний, Dinopium javanense
- Жовна мала, Picus chlorolophus
- Жовна червонокрила, Picus puniceus
- Picus viridanus
- Picus vittatus
- Жовна сива, Picus canus
- Жовна вогниста, Chrysophlegma miniaceum
- Жовна жовтогорла, Chrysophlegma flavinucha
- Жовна каштановошия, Chrysophlegma mentale
- Торомба велика, Mulleripicus pulverulentus
- Dryocopus javensis

## Соколоподібні(Falconiformes)
Родина: Соколові (Falconidae)
- Сокіл-карлик чорноногий, Microhierax fringillarius
- Сокіл-карлик білолобий, Microhierax latifrons
- Боривітер звичайний, Falco tinnunculus
- Кібчик амурський, Falco amurensis (A)
- Підсоколик великий, Falco subbuteo (A)
- Підсоколик східний, Falco severus (A)
- Сапсан, Falco peregrinus

## Папугоподібні(Psittaciformes)
Родина: Psittaculidae
- Папуга синьоголовий, Psittinus cyanurus
- Папуга Крамера, Psittacula krameri (I)
- Папужець рожевоволий, Psittacula alexandri (I)
- Папужець малазійський, Psittacula longicauda
- Папуга-червонодзьоб лусонський, Tanygnathus lucionensis
- Серендак, Loriculus galgulus

## Горобцеподібні(Passeriformes)
Родина: Смарагдорогодзьобові (Calyptomenidae)
- Рогодзьоб смарагдовий, Calyptomena viridis
- Рогодзьоб синьочеревий, Calyptomena hosii
- Рогодзьоб чорногорлий, Calyptomena whiteheadi

Родина: Рогодзьобові (Eurylaimidae)
- Рогодзьоб червоночеревий, Cymbirhynchus macrorhynchos
- Рогодзьоб довгохвостий, Psarisomus dalhousiae
- Рогодзьоб синьокрилий, Serilophus lunatus
- Рогодзьоб пурпуровий, Eurylaimus javanicus
- Рогодзьоб жовтоокий, Eurylaimus ochromalus
- Рогодзьоб бурий, Corydon sumatranus

Родина: Пітові (Pittidae)
- Піта сабаганська, Erythropitta ussheri (E)
- Піта червоноголова, Erythropitta arquata
- Піта гранатова, Erythropitta granatina
- Піта руда, Hydrornis oatesi
- Піта велика, Hydrornis caerulea
- Піта малазійська, Hydrornis irena
- Піта золотава, Hydrornis schwaneri
- Піта борнейська, Hydrornis baudii
- Піта синьокрила, Pitta moluccensis
- Піта китайська, Pitta nympha
- Піта чорноголова, Pitta sordida
- Піта мангрова, Pitta megarhyncha

Родина: Шиподзьобові (Acanthizidae)
- Ріроріро золотоволий, Gerygone sulphurea

Родина: Личинкоїдові (Campephagidae)
- Личинкоїд червоний, Pericrocotus igneus
- Личинкоїд сірощокий, Pericrocotus solaris
- Личинкоїд пломенистий, Pericrocotus speciosus
- Личинкоїд сірий, Pericrocotus divaricatus
- Личинкоїд бурий, Pericrocotus cantonensis (A)
- Личинкоїд рожевий, Pericrocotus roseus (A)
- Шикачик великий, Coracina macei
- Шикачик смугастий, Coracina striata
- Шикачик чорнощокий, Coracina larvata
- Шикачик яванський, Coracina javensis
- Оругеро широкобровий, Lalage nigra
- Шикачик карликовий, Lalage fimbriata

Родина: Віреонові (Vireonidae)
- Янчик рододендровий, Pteruthius aeralatus
- Янчик рудогорлий, Pteruthius melanotis
- Югина зеленоспинна, Erpornis zantholeuca

Родина: Свистунові (Pachycephalidae)
- Свистун борнейський, Pachycephala hypoxantha
- Свистун сірий, Pachycephala cinerea
- Свистун білогузий, Pachycephala homeyeri

Родина: Вивільгові (Oriolidae)
- Вивільга смугасточерева, Oriolus xanthonotus
- Вивільга індійська, Oriolus kundoo (A)
- Вивільга чорноголова, Oriolus chinensis
- Вивільга східна, Oriolus xanthornus
- Вивільга чорна, Oriolus hosii
- Вивільга червоногруда, Oriolus cruentus

Родина: Ланграйнові (Artamidae)
- Ланграйн пальмовий, Artamus fuscus (A)
- Ланграйн білогрудий, Artamus leucorynchus

Родина: Вангові (Vangidae)
- Ванговець великий, Tephrodornis gularis
- Личинколюб білокрилий, Hemipus picatus
- Личинколюб чорнокрилий, Hemipus hirundinaceus
- Філентома рудокрила, Philentoma pyrhopterum
- Філентома чорнощока, Philentoma velatum

Родина: Щетинкоголовові (Pityriasidae)
- Щетинкоголов, Pityriasis gymnocephala

Родина: Йорові (Aegithinidae)
- Йора чорнокрила, Aegithina tiphia
- Йора зелена, Aegithina viridissima
- Йора велика, Aegithina lafresnayei

Родина: Віялохвісткові (Rhipiduridae)
- Віялохвістка малазійська, Rhipidura perlata
- Віялохвістка чорноряба, Rhipidura leucophrys (A)
- Віялохвістка строката, Rhipidura javanica
- Віялохвістка білогорла, Rhipidura albicollis

Родина: Дронгові (Dicruridae)
- Дронго чорний, Dicrurus macrocercus
- Дронго сірий, Dicrurus leucophaeus
- Дронго великодзьобий, Dicrurus annectens
- Дронго бронзовий, Dicrurus aeneus
- Дронго малий, Dicrurus remifer
- Дронго лірохвостий, Dicrurus hottentottus
- Дронго великий, Dicrurus paradiseus

Родина: Монархові (Monarchidae)
- Монаршик гіацинтовий, Hypothymis azurea
- Монарх-довгохвіст чорний, Terpsiphone atrocaudata
- Монарх-довгохвіст амурський, Terpsiphone incei
- Terpsiphone affinis

Родина: Platylophidae
- Сойка чубата, Platylophus galericulatus

Родина: Сорокопудові (Laniidae)
- Сорокопуд тигровий, Lanius tigrinus
- Сорокопуд сибірський, Lanius cristatus
- Сорокопуд довгохвостий, Lanius schach

Родина: Воронові (Corvidae)
- Сорока чорна, Platysmurus leucopterus
- Platysmurus aterrimus
- Циса зелена, Cissa chinensis
- Циса борнейська, Cissa jefferyi
- Вагабунда борнейська, Dendrocitta cinerascens
- Вагабунда чорна, Crypsirina temia
- Ворона індійська, Corvus splendens (I)
- Ворона довгодзьоба, Corvus enca
- Ворона великодзьоба, Corvus macrorhynchos

Родина: Флейтистові (Eupetidae)
- Флейтист малазійський, Eupetes macrocerus

Родина: Stenostiridae
- Канарниця сіроголова, Culicicapa ceylonensis

Родина: Синицеві (Paridae)
- Синиця золоточуба, Melanochlora sultanea
- Синиця південноазійська, Parus cinereus

Родина: Жайворонкові (Alaudidae)
- Жайворонок польовий, Alauda arvensis (A)
- Жайворонок індійський, Alauda gulgula (A)

Родина: Тамікові (Cisticolidae)
- Кравчик довгохвостий, Orthotomus sutorius
- Кравчик чорноволий, Orthotomus atrogularis
- Кравчик рудощокий, Orthotomus ruficeps
- Кравчик рудохвостий, Orthotomus sericeus
- Принія білоброва, Prinia superciliaris
- Принія руда, Prinia rufescens
- Принія жовточерева, Prinia flaviventris
- Принія вохристобока, Prinia inornata
- Таміка віялохвоста, Cisticola juncidis
- Таміка золотоголова, Cisticola exilis

Родина: Очеретянкові (Acrocephalidae)
- Очеретянка товстодзьоба, Arundinax aedon (A)
- Берестянка мала, Iduna caligata (A)
- Очеретянка чорноброва, Acrocephalus bistrigiceps
- Очеретянка маньчжурська, Acrocephalus tangorum
- Очеретянка східна, Acrocephalus orientalis
- Очеретянка південна, Acrocephalus stentoreus

Родина: Кобилочкові (Locustellidae)
- Матата болотяна, Megalurus palustris
- Кобилочка співоча, Helopsaltes certhiola
- Кобилочка охотська, Helopsaltes ochotensis
- Кобилочка плямиста, Locustella lanceolata
- Куцокрил борнейський, Locustella accentor (E)

Родина: Pnoepygidae
- Тимелія-куцохвіст мала, Pnoepyga pusilla

Родина: Ластівкові (Hirundinidae)
- Ластівка берегова, Riparia riparia
- Ластівка бура, Ptyonoprogne concolor
- Ластівка сільська, Hirundo rustica
- Ластівка південноазійська, Hirundo tahitica
- Ластівка даурська, Cecropis daurica
- Ластівка синьоголова, Cecropis striolata
- Ластівка малазійська, Cecropis badia
- Ластівка азійська, Delichon dasypus

Родина: Бюльбюлеві (Pycnonotidae)
- Бюльбюль білоплечий, Microtarsus melanoleucos
- Бюльбюль рудий, Euptilotus eutilotus
- Бюльбюль чорноголовий, Brachypodius melanocephalos
- Бюльбюль золотоокий, Ixodia erythropthalmos
- Бюльбюль сірочеревий, Ixodia cyaniventris
- Бюльбюль рябогрудий, Ixodia squamata
- Бюльбюль чорночубий, Rubigula flaviventris
- Бюльбюль борнейський, Rubigula montis
- Бюльбюль жовтоголовий, Pycnonotus zeylanicus
- Бюльбюль червоногузий, Pycnonotus jocosus
- Бюльбюль індокитайський, Pycnonotus aurigaster (I)
- Бюльбюль золотогорлий, Pycnonotus finlaysoni
- Pycnonotus leucops
- Бюльбюль широкобровий, Pycnonotus goiavier
- Бюльбюль оливковокрилий, Pycnonotus plumosus
- Бюльбюль малазійський, Pycnonotus pseudosimplex
- Бюльбюль таїландський, Pycnonotus conradi
- Бюльбюль світлоокий, Pycnonotus simplex
- Бюльбюль бурий, Pycnonotus brunneus
- Оливник волохатий, Tricholestes criniger
- Бюльбюль гачкодзьобий, Setornis criniger
- Alophoixus ruficrissus
- Бюльбюль-бородань бурий, Alophoixus ochraceus
- Alophoixus tephrogenys
- Бюльбюль-бородань жовточеревий, Alophoixus phaeocephalus
- Бюльбюль-бородань карликовий, Iole finschii
- Оливник малазійський, Iole crypta
- Оливник білогорлий, Iole charlottae
- Оливник бірманський, Iole viridescens (A)
- Оливник сірий, Hemixos cinereus
- Оливник гірський, Ixos mcclellandii
- Оливник смугастоволий, Ixos malaccensis

Родина: Вівчарикові (Phylloscopidae)
- Вівчарик лісовий, Phylloscopus inornatus
- Вівчарик товстодзьобий, Phylloscopus schwarzi (A)
- Вівчарик бурий, Phylloscopus fuscatus
- Вівчарик весняний, Phylloscopus trochilus (A)
- Вівчарик оливковий, Phylloscopus coronatus
- Скриточуб фуджіянський, Phylloscopus soror (A)
- Вівчарик амурський, Phyloscopus plumbeitarsus (A)
- Вівчарик світлоногий, Phylloscopus tenellipes
- Вівчарик сахалінський, Phylloscopus borealoides
- Вівчарик японський, Phylloscopus xanthodryas
- Вівчарик шелюговий, Phylloscopus borealis
- Вівчарик камчатський, Phylloscopus examinandus
- Скриточуб іржастоголовий, Phylloscopus castaniceps
- Скриточуб жовтогрудий, Phylloscopus montis
- Вівчарик гірський, Phylloscopus trivirgatus

Родина: Cettiidae
- Очеретянка-куцохвіст борнейська, Urosphena whiteheadi (E)
- Війчик білобровий, Abroscopus superciliaris
- Кравчик гірський, Phyllergates cuculatus
- Horornis canturians (A)
- Очеретянка сундайська, Horornis vulcania

Родина: Окулярникові (Zosteropidae)
- Стафіда борнейська, Staphida everetti
- Окулярець-крихітка, Heleia squamifrons
- Окулярник малазійський, Zosterops auriventer
- Окулярник китайський, Zosterops simplex
- Окулярник темноголовий, Zosterops atricapilla
- Окулярник жовтий, Zosterops flavus (A)
- Чорноок, Zosterops emiliae

Родина: Тимелієві (Timaliidae)
- Синчівка жовточерева, Mixornis gularis
- Синчівка смугастовола, Mixornis bornensis
- Синчівка чорногорла, Macronus ptilosus
- Тимелія-темнодзьоб золотиста, Cyanoderma chrysaeum
- Тимелія-темнодзьоб мала, Cyanoderma erythropterum
- Cyanoderma bicolor
- Тимелія-темнодзьоб рудолоба, Cyanoderma rufifrons
- Pomatorhinus bornensis
- Тимелія-криводзьоб велика, Erythrogenys hypoleucos
- Тимелія-темнодзьоб чорногорла, Stachyris nigricollis
- Тимелія-темнодзьоб рудогуза, Stachyris maculata
- Тимелія-темнодзьоб вохриста, Stachyris nigriceps
- Тимелія-темнодзьоб світлоока, Stachyris poliocephala
- Тимелія-темнодзьоб сірощока, Stachyris leucotis
- Чагарниця чорна, Melanocichla lugubris
- Чагарниця червонодзьоба, Melanocichla calva

Родина: Pellorneidae
- Тимелія вусата, Malacopteron magnirostre
- Тимелія темноголова, Malacopteron affine
- Тимелія червонолоба, Malacopteron cinereum
- Тимелія рудоголова, Malacopteron magnum
- Тимелія білоброва, Malacopteron albogulare
- Тимелія ясноока, Gampsorhynchus torquatus
- Альципа-крихітка білоброва, Schoeniparus castaneceps
- Баблер рудоголовий, Pellorneum ruficeps
- Pellorneum nigrocapitatum
- Pellorneum capistratoides
- Баблер вохристий, Pellorneum tickelli
- Баблер темноголовий, Pellorneum pyrrogenys
- Тордина сірощока, Pellorneum malaccense
- Джунгляк мангровий, Pellorneum rostratum
- Джунгляк рудий, Pellorneum bicolor
- Кенопа, Kenopia striata
- Турдинула світлоброва, Napothera epilepidota
- Тимелійка борнейська, Ptilocichla leucogrammica
- Тордина бура, Malacocincla abbotti
- Тордина товстодзьоба, Malacocincla sepiaria
- Ратина сірочерева, Turdinus macrodactylus
- Ратина борнейська, Turdinus atrigularis
- Ратина рудощока, Turdinus marmoratus
- Турдинула короткохвоста, Gypsophila brevicaudata
- Турдинула гірська, Gypsophila crassa

Родина: Alcippeidae
- Альципа бурохвоста, Alcippe brunneicauda
- Альципа чорноброва, Alcippe peracensis

Родина: Leiothrichidae
- Кутія гімалайська, Cutia nipalensis
- Чагарниця сіроголова, Garrulax palliatus
- Чагарниця чубата, Garrulax leucolophus (I)
- Melanocichla calvus
- Чагарниця каштановоголова, Pterorhinus mitratus
- Чагарниця жовтодзьоба, Pterorhinus treacheri
- Чагарниця малазійська, Trochalopteron peninsulae
- Сибія довгохвоста, Heterophasia picaoides
- Мезія сріблястощока, Leiothrix argentauris
- Сіва, Actinodura cyanouroptera
- Мінла рудоголова, Actinodura strigula

Родина: Повзикові (Sittidae)
- Повзик червонодзьобий, Sitta frontalis
- Повзик блакитний, Sitta azurea

Родина: Шпакові (Sturnidae)
- Шпак-малюк філіпінський, Aplonis panayensis
- Шпак-білощок целебеський, Basilornis celebensis (I)
- Майна золоточуба, Ampeliceps coronatus (Ex)
- Gracula religiosa
- Шпак звичайний, Sturnus vulgaris (A)
- Шпак рожевий, Pastor roseus
- Шпак даурський, Agropsar sturninus
- Шпак японський, Agropsar philippensis
- Шпак чорношиїй, Gracupica nigricollis (I)
- Шпак строкатий, Gracupica contra (I)
- Шпачок китайський, Sturnia sinensis
- Шпачок брамінський, Sturnia pagodarum (A)
- Майна індійська, Acridotheres tristis
- Майна джунглева, Acridotheres fuscus
- Майна яванська, Acridotheres javanicus (I)
- Майна світлочерева, Acridotheres cinereus (I)
- Майна велика, Acridotheres grandis (I)
- Майна чубата, Acridotheres cristatellus (I)

Родина: Дроздові (Turdidae)
- Квічаль борнейський, Zoothera everetti (E)
- Квічаль тайговий, Zoothera aurea
- Квічаль строкатий, Zoothera dauma (A)
- Трилер, Chlamydochaera jefferyi (E)
- Квічаль сибірський, Geokichla sibirica
- Квічаль рудоголовий, Geokichla interpres
- Квічаль вогнистоголовий, Geokichla citrina
- Дрізд білочеревий, Turdus cardis (A)
- Дрізд буроголовий, Turdus feae (A)
- Дрізд вузькобровий, Turdus obscurus
- Дрізд мінливоперий, Turdus poliocephalus
- Дрізд рудоволий, Turdus ruficollis (A)

Родина: Мухоловкові (Muscicapidae)
- Мухоловка далекосхідна, Muscicapa griseisticta
- Мухоловка сибірська, Muscicapa sibirica
- Мухоловка руда, Muscicapa ferruginea
- Мухоловка бура, Muscicapa dauurica
- Мухоловка індокитайська, Muscicapa williamsoni
- Шама індійська, Copsychus saularis
- Шама рудохвоста, Copsychus pyrropygus
- Шама білогуза, Copsychus malabaricus
- Шама білоголова, Copsychus stricklandii
- Мухоловка малазійська, Anthipes solitaris
- Нільтава білохвоста, Leucoptilon concretum
- Нільтава лазурова, Cyornis unicolor
- Нільтава китайська, Cyornis glaucicomans
- Нільтава гімалайська, Cyornis magnirostris
- Нільтава таїландська, Cyornis whitei
- Cyornis montanus
- Нільтава великодзьоба, Cyornis caerulatus
- Нільтава блакитногорла, Cyornis turcosus
- Нільтава борнейська, Cyornis superbus
- Нільтава індокитайська, Cyornis sumatrensis
- Нільтава мангрова, Cyornis rufigastra
- Джунглівниця північна, Cyornis brunneatus
- Джунглівниця сіровола, Cyornis umbratilis
- Джунглівниця оливкова, Cyornis olivaceus
- Джунглівниця рудохвоста, Cyornis ruficauda
- Cyornis ruficrissa
- Нільтава велика, Niltava grandis
- Нільтава суматранська, Niltava sumatrana
- Мухоловка синя, Cyanoptila cyanomelana
- Мухоловка маньчжурська, Cyanoptila cumatilis
- Мухоловка індигова, Eumyias indigo
- Мухоловка бірюзова, Eumyias thalassinus
- Джунглівниця короткохвоста, Vauriella gularis (E)
- Алікорто малий, Brachypteryx leucophris
- Алікорто сизий, Brachypteryx montana
- Соловейко рудоголовий, Larvivora ruficeps (A)
- Соловейко синій, Larvivora cyane
- Аренга борнейська, Myophonus borneensis
- Аренга малазійська, Myophonus robinsoni (E)
- Аренга велика, Myophonus caeruleus
- Вилохвістка білочуба, Enicurus leschenaulti
- Вилохвістка борнейська, Enicurus borneensis
- Вилохвістка рудоголова, Enicurus ruficapillus
- Вилохвістка маскова, Enicurus schistaceus
- Соловейко червоногорлий, Calliope calliope (A)
- Підпаленик білохвостий, Myiomela leucura
- Синьохвіст гімалайський, Tarsiger rufilatus (A)
- Мухоловка даурська, Ficedula zanthopygia
- Мухоловка зеленоспинна, Ficedula elisae
- Мухоловка жовтоспинна, Ficedula narcissina
- Мухоловка тайгова, Ficedula mugimaki
- Мухоловка білоброва, Ficedula hyperythra
- Нільтава-крихітка, Ficedula hodgsoni
- Мухоловка широкоброва, Ficedula westermanni
- Мухоловка північна, Ficedula albicilla
- Мухоловка білокрила, Ficedula dumetoria
- Горихвістка сибірська, Phoenicurus auroreus (A)
- Скеляр білогорлий, Monticola gularis
- Скеляр синій, Monticola solitarius
- Saxicola maurus
- Saxicola stejnegeri
- Трав'янка чорна, Saxicola caprata (A)
- Кам'янка звичайна, Oenanthe oenanthe (A)

Родина: Квіткоїдові (Dicaeidae)
- Красняк золотомушковий, Prionochilus maculatus
- Красняк біловусий, Prionochilus percussus
- Prionochilus xanthopygius
- Красняк чорноголовий, Prionochilus thoracicus
- Dicaeum dayakorum
- Квіткоїд товстодзьобий, Dicaeum agile
- Квіткоїд бурий, Dicaeum everetti
- Квіткоїд смугастогрудий, Dicaeum chrysorrheum
- Квіткоїд трибарвний, Dicaeum trigonostigma
- Квіткоїд індокитайський, Dicaeum minullum
- Квіткоїд червоноволий, Dicaeum ignipectus
- Квіткоїд борнейський, Dicaeum monticolum
- Квіткоїд червоний, Dicaeum cruentatum

Родина: Нектаркові (Nectariniidae)
- Саїманга червонощока, Chalcoparia singalensis
- Саїманга однобарвна, Anthreptes simplex
- Саїманга жовточерева, Anthreptes malacensis
- Саїманга червоногорла, Anthreptes rhodolaemus
- Нектаринка мангрова, Leptocoma brasiliana
- Нектаринка барвиста, Leptocoma sperata (A)
- Нектаринка карміновогорла, Leptocoma calcostetha
- Маріка жовточерева, Cinnyris jugularis
- Сіпарая чорногруда, Aethopyga saturata
- Сіпарая кармінова, Aethopyga temminckii
- Сіпарая червона, Aethopyga siparaja
- Нектарка смугастовола, Kurochkinegramma hypogrammicum
- Павуколов товстодзьобий, Arachnothera crassirostris
- Павуколов довгодзьобий, Arachnothera robusta
- Павуколов малий, Arachnothera longirostra
- Павуколов бурий, Arachnothera juliae
- Павуколов жовтощокий, Arachnothera chrysogenys
- Павуколов великий, Arachnothera flavigaster
- Павуколов смугастий, Arachnothera magna
- Павуколов східний, Arachnothera modesta
- Павуколов борнейський, Arachnothera everetti

Родина: Іренові (Irenidae)
- Ірена блакитна, Irena puella

Родина: Зеленчикові (Chloropseidae)
- Зеленчик великий, Chloropsis sonnerati
- Зеленчик блакитновусий, Chloropsis cyanopogon
- Зеленчик синьокрилий, Chloropsis cochinchinensis
- Зеленчик борнейський, Chloropsis kinabaluensis
- Зеленчик золотолобий, Chloropsis aurifrons (I)
- Зеленчик золоточеревий, Chloropsis hardwickii

Родина: Ткачикові (Ploceidae)
- Бая, Ploceus philippinus

Родина: Астрильдові (Estrildidae)
- Бенгалик червоний, Amandava amandava (I)
- Папужник бамбуковий, Erythrura hyperythra
- Папужник довгохвостий, Erythrura prasina
- Мунія гострохвоста, Lonchura striata
- Мунія яванська, Lonchura leucogastroides (I)
- Мунія борнейська, Lonchura fuscans
- Мунія іржаста, Lonchura punctulata
- Мунія жовтохвоста, Lonchura leucogastra
- Мунія чорноголова, Lonchura atricapilla
- Мунія білоголова, Lonchura maja
- Рисівка яванська, Padda oryzivora (I)

Родина: Горобцеві (Passeridae)
- Горобець хатній, Passer domesticus (A)
- Горобець оливковий, Passer flaveolus
- Горобець польовий, Passer montanus

Родина: Плискові (Motacillidae)
- Плиска деревна, Dendronanthus indicus
- Плиска гірська, Motacilla cinerea
- Плиска жовта, Motacilla flava
- Плиска аляскинська, Motacilla tschutschensis
- Плиска жовтоголова, Motacilla citreola (A)
- Плиска біла, Motacilla alba
- Щеврик азійський, Anthus richardi (A)
- Щеврик іржастий, Anthus rufulus
- Щеврик забайкальський, Anthus godlewskii (A)
- Щеврик оливковий, Anthus hodgsoni
- Щеврик сибірський, Anthus gustavi
- Щеврик червоногрудий, Anthus cervinus

Родина: В'юркові (Fringillidae)
- Pyrrhula nipalensis

Родина: Вівсянкові (Emberizidae)
- Вівсянка чорноголова, Emberiza melanocephala (A)
- Вівсянка сіроголова, Emberiza fucata (A)
- Вівсянка лучна, Emberiza aureola (A)
- Вівсянка-крихітка, Emberiza pusilla
- Вівсянка руда, Emberiza rutila (A)